# 사흐라위인
사흐라위인(아랍어: صحراويون 사흐라위윤[*], 베르베르어: ⵉⵙⴻⵃⵔⴰⵡⵉⵢⴻⵏ 이세라위옌, 스페인어: Saharaui 사하라위[*]) 또는 사하라인은 일반적으로 서사하라 지역에 거주하는 유목민족을 의미한다. 서사하라 이외에도 알제리, 모로코, 모리타니 등지에도 거주한다고 알려져 있으며, 그 수는 약 65만 명에 이르는 것으로 추산된다.
"사흐라위족"이라는 개념은 서사하라의 민족주의 운동과 깊은 연관이 있으며 폴리사리오 전선은 서사하라에 사흐라위족 독립국가를 만드는 것을 최종 목표로 하고 있다. 한편 반대파에서는 이들이 인종적으로 베르베르족의 혈통을 물려받았으며 사실상 모로코의 무어인과 구별이 무의미하다고 주장하고 있다.

## 같이 보기
- 베두인
- 녹색행군